# Quinqué

Quinqué en un retrato de James Peale por su hermano, Charles Willson Peale, 1822.

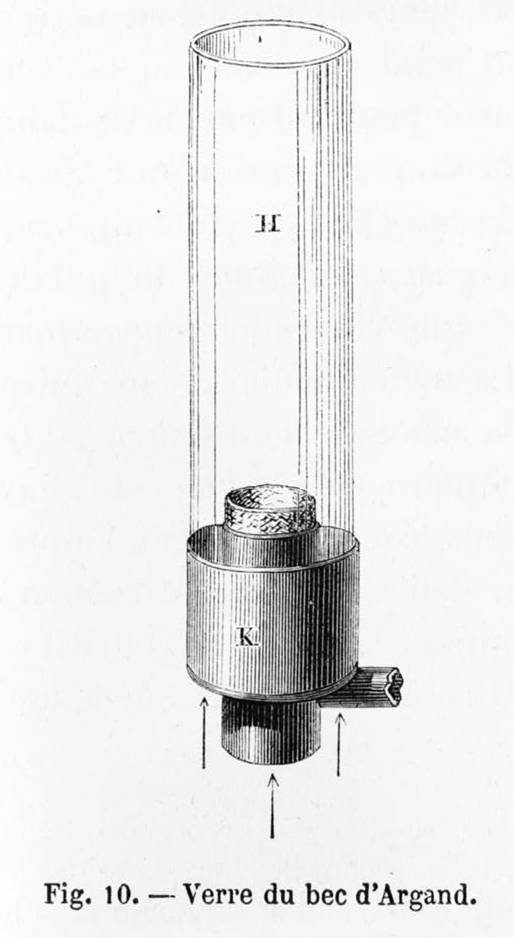
Lámpara de Argand con mecha circular y chimenea de vidrio (ilustración de Les Merveilles de la science [1867–1869] de Louis Figuier)

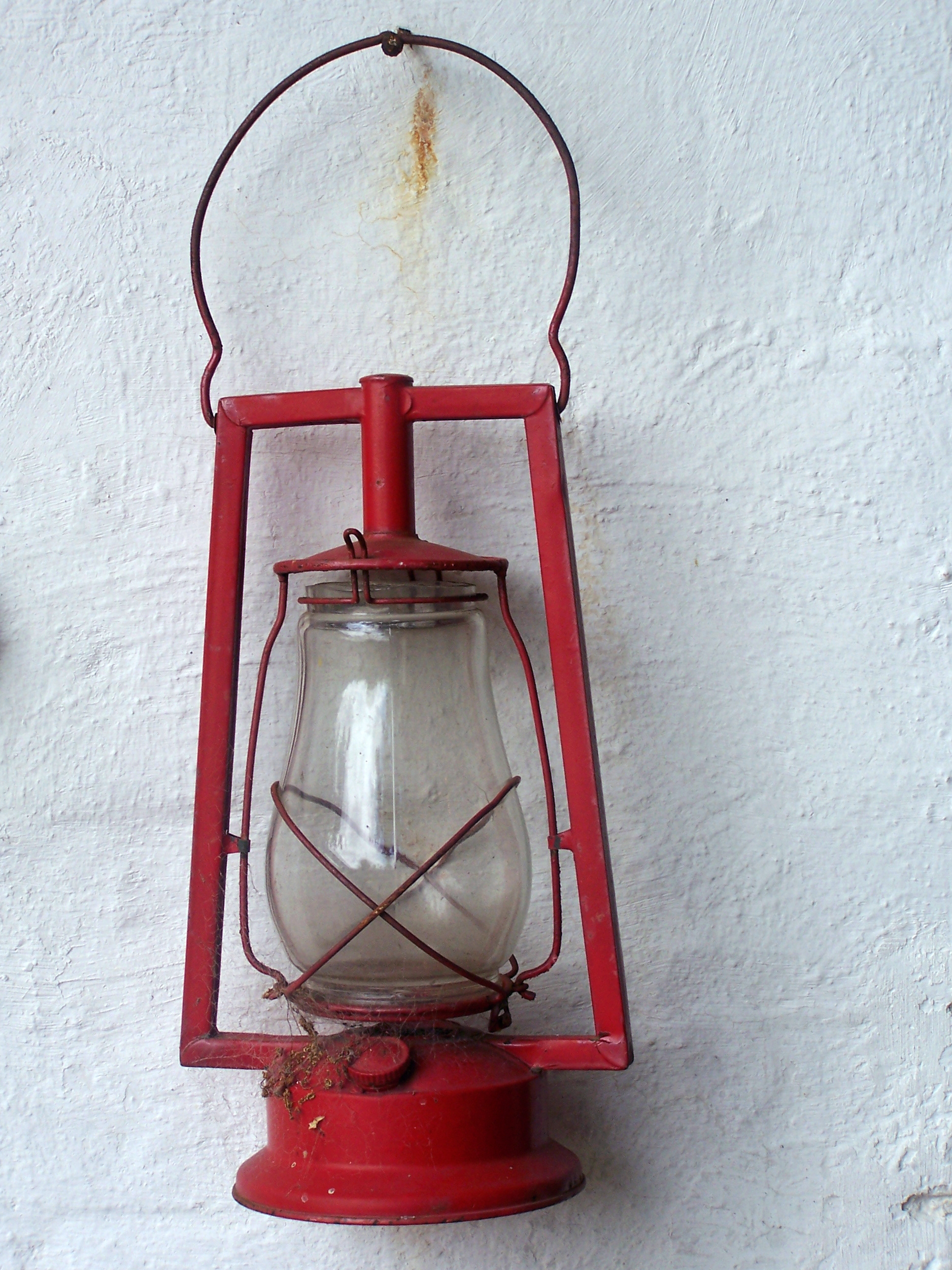
Lámpara de queroseno, que sustituyó al quinqué.

El quinqué o lámpara de Argand es un artilugio de mechero circular, inventado por el físico suizo Aimé Argand. Se llamó quinquet primero en Francia, por Antoine-Arnoult Quinquet, un farmacéutico de París que introdujo algunas mejoras (como el tubo o chimenea de vidrio) y lo popularizó.
La lámpara de Argand fue inventada y patentada en 1780. Era mucho mejor en la iluminación del hogar que la lámpara de aceite, ya que producía una luz equivalente a 6 o 10 velas. Tenía una mecha cilíndrica montada entre un par de tubos concéntricos de metal, para que el aire se canalizara a través del centro y afuera de la mecha. Los primeros modelos de vidrio esmerilado eran como chimeneas cilíndricas rodeando la mecha, estabilizando la llama y contribuyendo a la mejora del flujo de aire. Se utilizó un suministro de combustible líquido, como esperma de ballena (aceite de ballena) como combustible. Este era suministrado por un depósito montado encima del quemador. Aparte de la mejora en el brillo, la combustión más completa del aceite necesario y menos de la mecha, hizo mucho menos frecuente el recorte de la mecha.
El quinqué desplazó rápidamente a todas las otras variedades de lámparas de aceite, y se fabricaron en una gran variedad de formas decorativas. Eran un poco más costosos que las lámparas de aceite debido a su mayor complejidad, por lo que fueron probados primero por la clase alta, pero pronto se extendió a la clase media y, finalmente, los menos acomodados también lo usaron. Era la iluminación normal hasta mediados del siglo XIX, cuando se introdujo la lámpara de queroseno; ésta utilizaba una mecha plana, regulable en altura mediante una ruedecilla, con una pantalla de vidrio con un abultamiento. El queroseno era considerablemente más barato que el aceite de ballena, y muchas lámparas de Argand se adaptaron a quemar queroseno.
Una desventaja de los primeros ejemplares es que el depósito de aceite debe estar por encima del nivel del quemador (quemador Beaus). El aceite era pesado y la capilaridad no era suficiente para elevarlo hasta la mecha, lo que hacía que el depósito de la lámpara provocara sombras. La posterior Lámpara de Carcel de 1800 trató de superar estos problemas.